# Hexagone 2001… rien n'a changé
Hexagone 2001… rien n'a changé est un album de reprises de chansons de Renaud par un collectif d'artistes de rap sorti en 2001.

## Liste des morceaux
| Titre                              | Durée | Interprète(s)                                           |
| ---------------------------------- | ----- | ------------------------------------------------------- |
| Intro : Énervé par la colère       | 0:57  |                                                         |
| Où c’est qu’j’ai mis mon flingue ? | 5:11  | Big Red                                                 |
| Marche à l’ombre                   | 4:17  | Saïan Supa Crew                                         |
| Dans mon HLM                       | 5:07  | Disiz la Peste feat. 13 l'Affreux et Bricefa            |
| Interlude : Censure                | 1:06  |                                                         |
| Deuxième Génération                | 4:01  | Rohff                                                   |
| Je suis une bande de jeunes        | 2:54  | Oxmo Puccino                                            |
| Étudiant - Poil aux dents          | 4:15  | K.ommando Toxic et Mathieu Ruben                        |
| Interlude : Rue Pierre Charron     | 0:50  |                                                         |
| Les charognards                    | 4:27  | Less du Neuf                                            |
| Société tu m’auras pas             | 3:33  | Expression Direkt                                       |
| Morts les enfants                  | 3:04  | Rocca                                                   |
| Interlude : Lolita                 | 0:47  |                                                         |
| Fatigué                            | 4:40  | NAP (New African Poets)                                 |
| Interlude : T'as compris ?         | 0:25  |                                                         |
| Marchand de cailloux               | 3:42  | La Brigade                                              |
| Laisse béton                       | 3:26  | MC Jean Gab'1                                           |
| Hexagone                           | 4:46  | A.Speak, Awax, Cynefro, Doudou Masta, EJM, Fdy Phenomen |
| Outro : Tranquillement             | 1:03  |                                                         |